# Felosa-das-carolinas
Felosa-das-carolinas (Acrocephalus syrinx) é uma espécie de ave da família Acrocephalidae. Apenas pode ser encontrada na Micronésia.